# مارلون مصطفى
مارلون مصطفي (بالألمانية: Marlon Mustapha)‏ هو لاعب كرة قدم نمساوي، ولد في 24 مايو 2001 في فيينا في النمسا.

## وصلات خارجية
- مارلون مصطفى على موقع قاعدة بيانات كرة القدم.إي يو (الإنجليزية)
- مارلون مصطفى على موقع Soccerway.com (الإنجليزية)
- مارلون مصطفى على موقع عالم كرة القدم.نت (الإنجليزية)